# Dermatophagoides
Gli acari della polvere domestica (HDM, o semplicemente acari della polvere) sono varie specie di acari acariformi appartenenti alla famiglia Pyroglyphidae che si trovano in associazione con la polvere nelle abitazioni .
Sono noti per causare allergie, causate dall'inalazione di una proteina presente negli scarti, come i loro escrementi e i loro corpi in decomposizione.
L’allergia agli acari, come l’allergia ai pollini presenta il fenomeno delle cosiddette reazioni crociate. Queste sono reazioni allergiche determinate dallo stesso allergene degli acari, ma in contesti diversi. 
Un esempio tipico è la sensibilità ad alcuni alimenti che in teoria non hanno nulla a che vedere con gli acari.
In particolare le persone con allergia agli acari possono manifestare reazioni allergiche o ipersensibilità a: 
crostacei (granchi, gamberi, mazzancolle, aragosta, astice, scampi etc.) molluschi e mitili (polpo, calamaro, seppia, moscardini, cozze, vongole, arselle etc.).
Sono riconosciuti come la causa più comune di allergie in tutto il mondo. Sono un allergene perenne (al contrario delle graminacee ad esempio) e hanno due picchi di proliferazione: il primo tra ottobre e novembre un secondo tra aprile e maggio.
Sono abbondanti in materassi, poltrone, tappeti, tende e divani in quanto tessuti porosi nei quali riescono ad annidarsi.
Questi acari si nutrono delle cellule rilasciate dalla pelle e assorbendo acqua dall'umidità presente nell'atmosfera.
I Dermatophagoides farinae insieme agli acari della specie Dermatophagoides pteronyssinus ed Euroglyphus maynei costituiscono il 70-92% degli acari nella polvere ed oltre il 90% di quelli dei materassi.
Il Dermatophagoides farinae e il Dermatophagoides pteronyssinus sono le specie più diffuse e maggiormente studiate.
Spesso i soggetti allergici sono sensibili ad entrambe, il ciò le rende due fonti allergeniche virtualmente sovrapponibili.
La prevenzione rappresenta un metodo fondamentale per contrastare le reazioni allergiche causate dagli acari della polvere, insieme all'uso dei farmaci. Adottare comportamenti che influenzano l'ambiente in cui si vive può, infatti, ridurre significativamente l'intensità dei sintomi.
Di seguito, le principali raccomandazioni per migliorare l'ambiente:
- Mantenere una temperatura interna inferiore ai 22°C e un'umidità sotto il 50%.
- Arieggiare frequentemente gli spazi chiusi o utilizzare il condizionamento dell'aria per abbassare l'umidità.
- Evitare di asciugare la biancheria all'interno degli ambienti domestici.
- Proteggere materassi e cuscini con appositi coprimaterassi antiallergici.
- Lavare la biancheria da letto a temperature superiori ai 60°C almeno due volte a settimana e esporre regolarmente materassi e cuscini all'aria aperta e al sole.
- Sostituire materassi e cuscini in lana o piume con quelli in materiali sintetici, come il poliuretano denso, che non favoriscono la proliferazione degli acari.
- Optare per coperte sintetiche anziché in lana (specialmente quelle in merinos), in quanto sono più facili da lavare ad alte temperature.
- Rimuovere accuratamente la polvere dai pavimenti e dai mobili, preferibilmente utilizzando un aspirapolvere con filtro HEPA o un panno umido, per evitare di sollevare polvere nell'aria.
- Eliminare moquette e tappeti, e sostituire i tendaggi pesanti con tende facilmente lavabili, meglio se realizzate in tessuti sintetici.[3]